# Space Power Facility

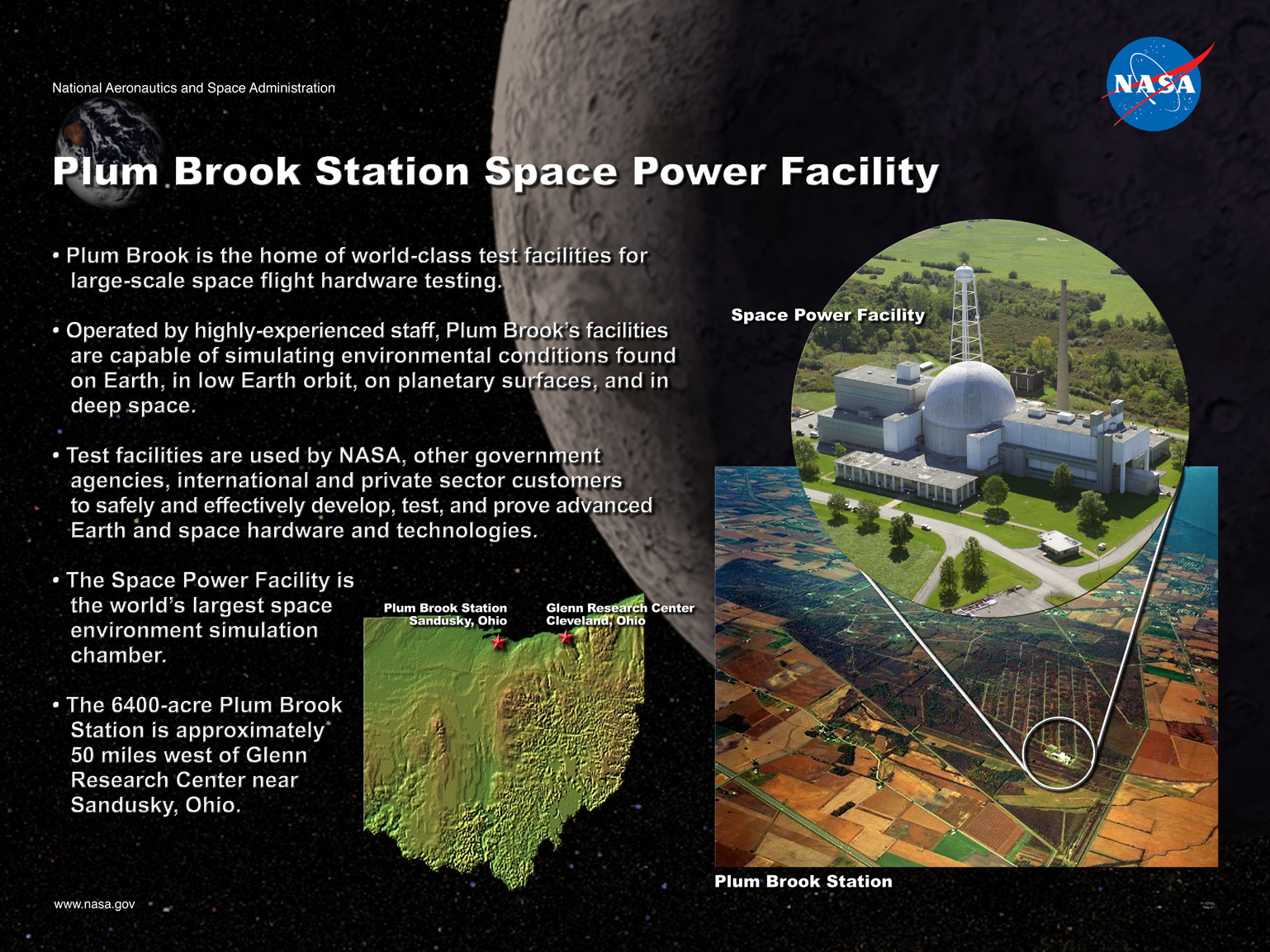
Буклет с краткой информацией о SPF

Space Power Facility (сокр. SPF) — крупнейшая в мире термальная вакуумная камера, созданная НАСА в 1969 году. Расположена на станции Плам-Брук, неподалёку от Сандаски. Станция Плам-Брук, в свою очередь, является частью Исследовательского центра Гленна, расположенного в Кливленде.
Изначально предназначалась для ядерно-электрических испытаний в условиях вакуума, однако испытания были отменены, а камера законсервирована. В дальнейшем камера использовалась для проведения испытаний двигательных установок космических аппаратов и их систем. Кроме того, в данной камере проводились испытания работоспособности защитных систем приземления в условиях, приближенных к марсианским, для марсоходов Mars Pathfinder и проектах серии Mars Exploration Rover (Spirit и Opportunity).

## Использование

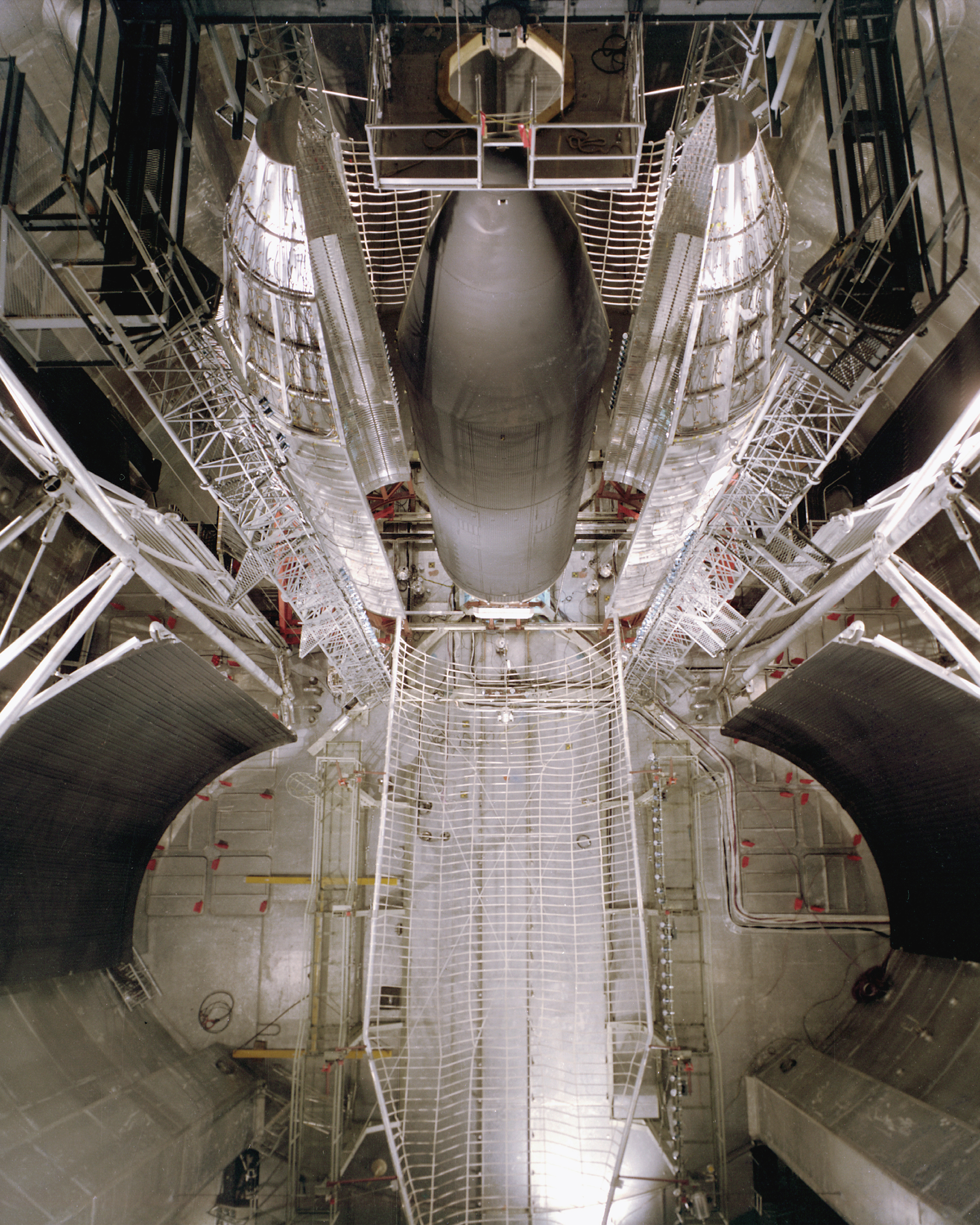
Подготовка к испытанию космического челнока в 1973 году

SPF была спроектирована для тестирования космических аппаратов (на ядерном и обычном топливе) в условиях вакуума и электромагнитных помех, проведения экспериментов с высоким выделением энергии, проверки и отладки механизмов отделения ступеней ракет и других (но ядерные испытания всё же не проводились). В основном, камера использовалась для тестирования батарей (в том числе солнечных) МКС, систем приземления марсоходов, функционирования большинства ракет-носителей США (в том числе семейств «Атлас» и «Дельта»).
В марте 2007 года было объявлено о грядущем тестировании «Орионов» SPF в рамках программы «Созвездие». Программа испытаний, в частности, предусматривала тестирование влияния окружающей среды, воздействия температурных, акустических и механических вибраций, а также устойчивость к электромагнитным помехам. Эти тесты должны были выявить степень соответствия аппаратного обеспечения «Орионов» утверждённым критериям надёжности в условиях агрессивной внешней среды. В ходе испытаний планировалось имитировать отказ системы, функционирование жилого отсека, служебного отсека и стыковочного блока. Тестирование оценивалось в 63 млн долларов и должно было проводиться в течение пяти лет (2007—2011). В течение этого периода, SPF должна была быть оснащена новым оборудованием, в частности, новой акустической камерой и тестовым стендом для воспроизведения механических вибраций. Также планировалась установка специализированного оборудования, которое позволило бы в вакуумно-температурной камере проводить ещё и электромагнитные тесты.
В июне 2007 году НАСА завершила первого этапа модернизации камеры для тестирования космического аппарата «Орион». Официальная церемония открытия обновлённой камеры состоялась 11 июня 2007 года. На церемонии было объявлено, что первые испытания начнутся в следующем квартале. Согласно заявленным на тот момент планам, следующий этап модернизации камеры был запланирован на 2008 год. В рамках этого этапа предполагалась постройка новой камеры для проведения вибрационных и акустических испытаний, установка тестового стенда для имитации механических вибраций, и оборудования для создания электромагнитных помех. Акустическая камера должна была моделировать вибрации и шум, создаваемый при запуске и посадке корабля. В вакуумной камере при помощи инфракрасных ламп и охлаждаемых жидким азотом стен должны были имитироваться экстремально высокие и низкие температуры открытого космоса. Электромагнитные помехи также планировалось создавать в вакуумной камере, которая помимо всего прочего блокирует радиочастоты и сотовую связь.
В феврале 2010 года было объявлено, что Президент США Барак Обама принял решение отказаться от лунной программы НАСА, результатом чего послужило закрытие и программы «Созвездие». В августе 2011 года в вакуумной камере SPF прошли съёмки голливудского блокбастера «Мстители». Съёмки заняли примерно неделю. Руководство НАСА сочло процесс съёмки угрозой национальной безопасности и запретило своим работникам всякое общение с прессой. SPF сыграл в фильме роль исследовательского центра секретной организации Щ.И.Т. в вымышленной вселенной комиксов компании Marvel Comics.

## Устройство
Размеры SPF составляют более 30 метров в диаметре и 40 метров - в высоту. По своему устройству SPF представляет собой огромный алюминиевый контейнер, заключённый в бетонный купол. Алюминиевый контейнер состоит из плотных рядов пластин из алюминиевого сплава Type 5083, подогнанных друг к другу таким образом, чтобы не пропускать воздух.